# 若夫基尼
51°21′12″N 26°9′6″E / 51.35333°N 26.15167°E
若夫基尼（烏克蘭語：Жовкині）是位於烏克蘭西北部里夫內州裏瓦拉什區的村莊，始建於1561年，面積48.8平方公里，海拔高度165米，2001年人口905，人口密度每平方公里18.5人。